# 高岡槍太郎
高岡 槍太郎（たかおか やりたろう、嘉永3年（1850年） - 没年不明）は、江戸時代末期の旗本、幕臣。高岡又三郎の子。慶応2年（1866年）、京都に出張し徳川慶喜を警護。慶応4年（1868年）、彰義隊に加入するも頭取の渋沢成一郎らとともに脱退して同志らと振武軍を結成し、武蔵国高麗郡飯能村周辺で新政府軍と交戦（飯能戦争）。その後、榎本武揚の率いる旧幕府艦隊に合流して、再結成された彰義隊に加わり箱館戦争に参戦した。後に高岡義雄を名乗る。倉太郎とも表記される。

## 来歴
高岡家の記録によると、父・高岡又三郎、母・きのの子として生まれる。高岡家は初代・高岡一介（三河国碧海郡出身）が徳川家康に仕えて以来、旗本を務めており、槍太郎は13代目にあたる。母・きのは高松藩槍術師範役・山田丈太夫の三女。夫の死後、伊東玄朴の勧めで大奥に出仕し、徳川家慶の十二男・長吉郎の乳母を務めた。弟の中里司馬次郎（嘉永5年生）は母の妹が酒井雅楽頭の儒者・中里権助の妻だった縁で、中里家の養子となった。
4歳の時に父が亡くなり、安政4年（1857年）に高岡家の家督を相続。
慶応2年（1866年）7月、17歳の時に撒兵取締に任命されると、同年11月末より京都方面への出張のため江戸を立ち、慶応3年（1867年）1月の孝明天皇の葬儀などで江戸幕府第15代将軍・徳川慶喜を警護。兵庫港の開港にあたり同年3月17日から4月27日にかけて神戸在住英国人の警護を務めた後、同年6月に江戸へ戻った。

### 戊辰戦争
慶応4年（1868年）2月21日、彰義隊に加入。第一青隊に所属し、寛永寺に謹慎した慶喜の警護のための上野周辺の巡回のほか、江戸市中の巡回を担った。閏4月11日、頭取の渋沢成一郎に呼応して彰義隊を脱退。同志らと渋沢を盟主とした「振武軍」を結成し、軍目下役兼伍長となった。振武軍は武蔵国多摩郡田無村（現・田無市）にて上野戦争の敗残兵と合流した後、高麗郡飯能村（現・飯能市）に至り、当地で新政府軍と戦闘となった（飯能戦争）。槍太郎は野村良造の率いる前軍抜刀隊の一員として扇町屋（現・入間市）への奇襲に加わり（未遂）、飯能周辺で新政府軍と交戦した後、同志らとともに入間川を上流に向かって敗走。名栗や贄川（現・秩父市荒川贄川）を経て、川原明戸（現・熊谷市川原明戸）または鴻巣に潜伏した。6月になり江戸の酒井雅楽頭下屋敷にある弟・司馬次郎の下に身を寄せた。しばらく後、新政府からの追及を恐れた酒井家から退去を命じられたため弟とともに千住に潜伏。さらに千住にも身の危険が及んだため、品川沖に停泊中の榎本武揚の率いる旧幕府艦隊の下に逃れた。
7月22日、大塚霍之丞ら彰義隊残党と振武軍が長鯨丸で合流し、彰義隊が再結成されると弟とともにこれに加入。11月、彰義隊が松前城攻略を前に再分裂すると、渋沢らとは行動をともにせず彰義隊に残留した。その後の動向について、孫の高岡松雄は「五稜郭陥落の数日前に官軍に捕えられた」、『新彰義隊戦史』は「明治2年（1869年）5月9日、函館山下で西軍巡邏隊に捕縛」、『遠江国相良勤番組士族名簿』は明治2年5月の降伏と記している。

### その後
箱館の旧幕府軍兵士の多くは弘前藩や秋田藩などに預けられたが、槍太郎は佐賀藩に預けられた。明治3年（1870年）2月19日に謹慎が解かれ静岡藩へ身柄引き渡しの後、4月16日付けで同藩の相良勤番組（三等勤番組）に編入された。その後は浜松県細江村の戸長を務めた。

## その他
- 孫の高岡松雄は、東京医科大学生理学の講師、鍼灸医を務めた。松雄によると槍太郎の残した『高岡槍太郎戊辰日記』には振武軍の前軍抜刀隊の中に「高岡倉次郎」「高岡覚三郎」の名が記されているが、高岡家とは無関係の人物としている[19]。
- 箱館戦争には「高岡蔵太郎」という旗本も新選組第一分隊平士として参加した[20]。島田魁の『台場降伏人名簿』によれば「麻島角右衛門倅」「元神保弾正臣」[注 2]「宿所深川富川町」とあるが、新選組加入までの詳細な経緯は不明[20]。